# Riccardo Campa
Riccardo Campa (Presicce, 21 aprile 1934) è un filosofo e storico della filosofia italiano, la cui indagine teorica si è incentrata sulla relazione fra la cultura umanistica e la cultura scientifica, delineando il percorso storico della cultura occidentale, in particolare nell'ambito europeo-latinoamericano.

## Biografia
Negli anni sessanta e settanta ha diretto la Biblioteca delle idee, sotto la presidenza scientifica del premio Nobel Eugenio Montale e contemporaneamente è stato condirettore responsabile del periodico Nuova Antologia, nel quale ha pubblicato saggi di letteratura e filosofia sul pensiero del Novecento; vi ha inoltre tradotto e pubblicato testi di Jorge Luis Borges, George Uscătescu, Vittorio Dan Segre, André Chastel, Walter Kaufmann, Ortega y Gasset.
(Domingo Barbolla Camarero, Prologo, in Riccardo Campa La razon instrumental. El mesianismo nostalgico de la contemporaneidad, Madrid, Editorial Biblioteca Nueva, 2011)

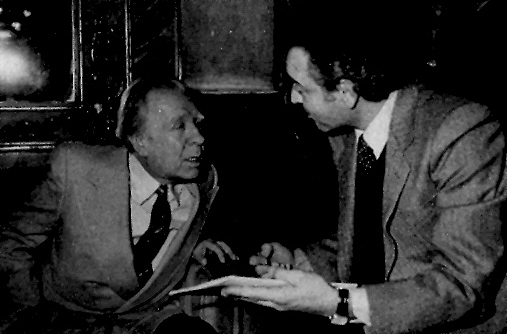
Riccardo Campa con Jorge Luis Borges a Roma (1983)

Ha partecipato, a seguito di regolare concorso a livello internazionale, al Forum Europeo di Alpbach, al Collège de France, e all'Universidad Internacional Menéndez Pelayo, e, a partire dal 1973, ha insegnato presso diverse università italiane e straniere (Università di Bologna, Università degli Studi di Napoli Federico II, Università per stranieri di Siena, Universidad de Morón), tenendo corsi di storia delle dottrine politiche, storia della filosofia,,storia delle Americhe e diritto politico.

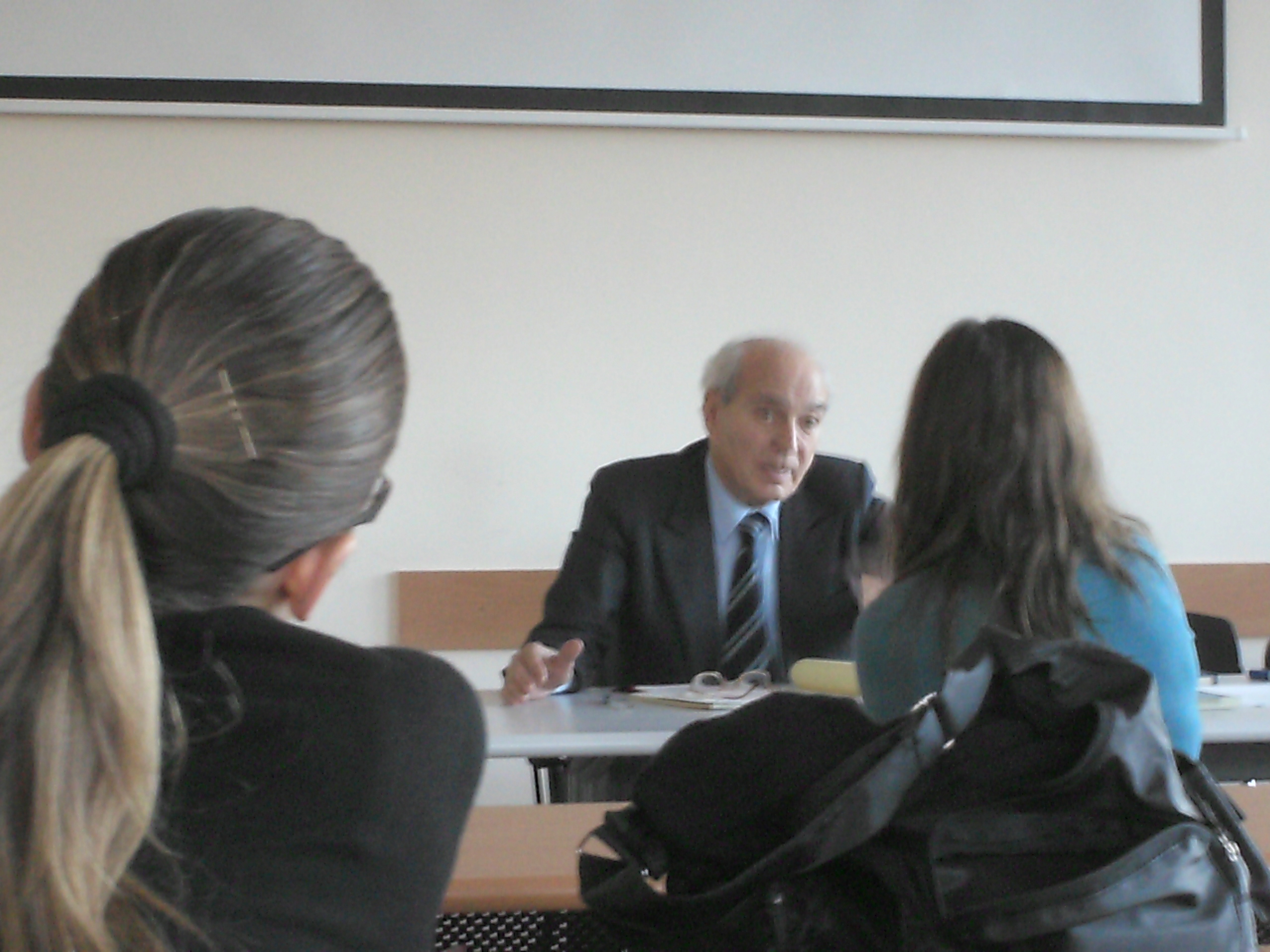
Riccardo Campa all'Università per Stranieri di Siena (2011)

Dal 1987 al 1991 ha diretto l'Istituto Italiano di Cultura di Buenos Aires e successivamente, dal 1991 al 1992, ha coordinato in Italia e nell'America Latina le attività celebrative del V Centenario dell'America , per disposizione del Ministero degli Affari Esteri.. Dal 1993 al 1997 ha svolto le funzioni di Vicepresidente della Commissione Nazionale per la promozione della cultura italiana all'estero (Legge 22.12.1990, n.401). Quale ormai consolidata personalità-ponte fra i due mondi, geograficamente separati ma culturalmente legati dalle comuni radici, dal 1994 svolge le funzioni di Direttore del Centro Studi, Documentazione e Biblioteca dell'Istituto Italo-Latino Americano di Roma. Contemporaneamente è stato Vicedirettore della Società Dante Alighieri. Dal 2002 al 2005 ha presieduto il Forum Internazionale sulla Società Contemporanea di Madeira e, alla scadenza di questo mandato, è stato eletto a Roma presidente della Federazione Internazionale di Studi sull'America Latina e i Caraibi per il biennio 2005-2007. 
In questo ambito, con il suo operato, ha garantito l'interscambio delle figure intellettuali più significative fra la cultura latinoamericana e quella europea, favorendone la reciproca conoscenza.
Riceve la nomina di Director Emeritus del Giambattista Vico Chair of Italian Studies en Dowling College, Nueva York nel 2012.
Studioso di diverse discipline: dalla linguistica teorica alla filosofia del linguaggio, dalla filologia all'analisi letteraria alla storia della lingua; dalla filosofia teoretica alla filosofia della scienza, nella gestione della complessa realtà istituzionale, dal 2005 al 2014, ha assunto l'incarico di Direttore del Centro di Eccellenza della Ricerca dell'Università di Siena.
Già Ordinario del S.S.D SPS/2 (Storie delle dottrine politiche) presso la Facoltà di Lingua e Cultura Italiana dell'Università per Stranieri di Siena, l'11 febbraio 2010 gli è stato conferito il titolo di "Professore emerito".

## Opere
Appartengono, fra gli altri, alla produzione classica:
- Il potere politico nell'America Latina, Edizioni di Comunità, Milano, 1968;
- Il riformismo rivoluzionario cileno, Marsilio, Padova, 1970;

- Appunti per una storia del pensiero politico latino-americano, Lugano, Pantarei, 1971;
- L'universo politico omogeneo, Istituto Editoriale Internazionale, Milano, 1974
- Las nuevas herejias, Biblioteca de Estudios Criticos, Madrid, Ediciones Istmo, 1978;
- La visione e la prassi: profilo di Bolìvar (pref. di P. Pignatti, intr. di R. Medina Elorga, postfaz. di L. C. Camacho Leyva), Istituto Italo Latino-Americano, Roma 1983;
- A reta e a curva - Reflexōes sobre nosso tempo (Riflessioni con Oscar Niemeyer), São Paulo, Max Limonad, 1986;
- El estupor de Epicuro - Ensayo sobre Erwin Schrödinger, Buenos Aires-Madrid, Alianza Editorial, 1988;
- La emocion: la filosofia de la infidelidad (prol. di R. H. Castagnino), Editorial Sudamericana, Buenos Aires, 1988;
- La escritura y la etimologia del mundo (con un saggio di Roland Barthes), Buenos Aires, Editorial Sudamericana, 1989;
- La malinconia di Epicuro - Riflessioni in penombra con Jorge Luis Borges, Buenos Aires, Editorial Sudamericana - Fondazione Internazionale Jorge Luis Borges, 1990;
- La primeva unità: saggio sulla storia, Le Monnier, Firenze, 1990;
- La practica del dictamen: del ius a la humanitas, Grupo Editor Latinoamericano, Buenos Aires, 1990;
- El sondeo de la apariencia: el libro y la imagen, Gedisa, Buenos Aires, 1991;
- La trama del tiempo: ensayo sobre Italo Calvino, Grupo Editor Latinoamericano, Buenos Aires, 1991;
- L'avventura e la nostalgia: Omaggio al Portogallo, Presidenza dei Consiglio dei Ministri, Roma 1994
- La metarrealidad, Buenos Aires, Biblios, 1995;
- Le daimôn de la persuasion, Toulouse Cedex, Éditions Universitaires du Sud, 1996;
- The Renaissance and the invention of method, New York, Dowling College, 1998;
- La metafora dell'irrealtà: saggio su "Le avventure di Pinocchio", M. Pacini Fazzi, Lucca, 1999,
- L'esilio saggi di letteratura Latinoamericana, Il Mulino, Bologna, 2000;
- Il sortilegio e la vanità: saggio su Louis-Ferdinand Céline, Welland Ontario, Soleil, 2000;

Caratterizzano la produzione più recente:
- L'immediatezza e l'estemporaneità, New York, Dowling College Press - Binghamton University, 2000;
- L'età delle ombre, New York, Binghamton University, 2001;
- Dismisura, Bologna, il Mulino, 2003;
- Le vestigia di Orfeo. Meditazioni in penombra con Jorge Luis Borges, Bologna, Il Mulino, 2003;
- A modernidade, Lisboa, Fim de século, 2005;
- Della comprensione - Compendio di mitografia contemporanea, Bologna, il Mulino, 2005;
- Ontem. L'elegia del Brasile, Bologna, il Mulino, 2007;
- Vicinanze abissali. L'approssimazione nell'epoca della scienza, Bologna, il Mulino, 2009;
- Langage et stratégie de communication, Paris, L'Harmattan, 2009;
- El Inca Garcilaso de la Vega, Madrid, Binghamton University, Ediciones Clasicas - Ediciones del Orto, 2010;
- I Trattatisti spagnoli del diritto delle genti, Bologna, Il Mulino, 2010;
- La place et la pratique plébiscitaire, Paris, L'Harmattan, 2011;
- El sortilegio de la palabra, Madrid, Biblioteca Nueva, 2011;
- Elegy. Essays on the Word and the Desert, University Press Of The South, 2013;
- L'America Latina. Un profilo, Bologna, Il Mulino, 2014;
- La filosofia de la crisis. Epicureismo y Estoicismo, Editorial Sindéresis, Madrid, 2014;
- El tiempo de la inedia. El invierno de Gunter, AnthropiQa 2.0, Badajoz, 2014;
- La eventualidad y la inexorabilidad. El invierno de Gunter, Editorial Sindéresis, Madrid, 2015;
- La Destreza y el engano. Ensayo sobre Don Quijote de Miguel de Cervantes Saavedra, Ediciones Clasicas, Madrid, 2015;
- L'America Latina. Un compendio, Bologna, Il Mulino, 2016;
- Octavio Paz. El desconcierto de la modernidad, Ediciones Clasicas, Madrid, 2016;
- La parola, Bologna, Il Mulino, 2017;
- Cervantes. La linea del horizonte, Valencia, Albatros, 2017,
- L'elegia del Nuovo Mondo, Bologna, Il Mulino, 2018.
- La mundializacion, Valencia, Albatros, 2019.
- Il convivio linguistico. Riflessioni sul ruolo dell'italiano nel mondo contemporaneo, Roma, Carocci, 2019